# Солнечная нейтринная единица
Со́лнечная нейтри́нная едини́ца (с.н.е., SNU) — единица потока, принятая в нейтринной астрономии. 1 с.н.е. соответствует потоку нейтрино, при котором в детекторе с 1036 ядер 37
17Cl образуется одно ядро 37
18Ar в одну секунду. Измеряемой в с.н.е. величиной является не просто поток, а произведение потока на сечение, проинтегрированное по энергиям детектируемых нейтрино.